# Здание земского собрания (Ядрин)
Здание земского собрания — памятник архитектуры. Расположен в Ядрине, современный адрес дома — улица Карла Маркса, 27.
Каменное двухэтажное здание, прямоугольное в плане, построено в 1879 году за счёт купца И. В. Дерстуганова. Со стороны двора к основному объёму примыкают два малых, полуподвальный этаж занимает всю площадь строения.
Планировка этажей идентичная: вдоль лицевого фасада идёт большой зал, к нему примыкают прочие помещения. Перекрытия помещений плоские, фундаменты и стены сделаны из кирпича, крыша четырёхскатная на стропилах.
Декор эклектичный, выполнен из кирпича. Между этажами и под окнами проходят тяги, стены завершает карниз с дентикулами. У окон первого этажа ленточные наличники и лучковые кирпичные перемычки, над окнами второго чередуются сандрики, лучковые и «полочки». Углы лицевого фасада подчёркнуты вертикальными рустоваными лопатками и завершаются аттиками с арочными нишами. Главный вход расположен в правой угловой части, он оформлен металлическим навесом лучкового очертания с декоративными боковыми металлическими консолями.
После Октябрьской революции здание было передано Ядринской городской публичной библиотеке.